# Wapen van Zweeloo

Wapen van Zweeloo

Het wapen van Zweeloo bestaat uit twee zwarte concentrische ringen met daarop een dubbel slangenkopkruis op een rood veld van de voormalige gemeente Zweeloo,  een ontwerp door G.A. Bontekoe, oud-burgemeester van Ooststellingwerf. De beschrijving luidt: 
"In goud twee concentrische ringen van sabel en over alles heen een dubbel slangenkopkruis van keel. Het schild gedekt met een gouden kroon van drie bladeren en twee paarlen."

## Geschiedenis
De dubbele ringen herinneren aan een ontdekt kringurnenveld uit de hunebedbouwerstijd bij de galgenberg in de gemeente. Het slangenkopkruis staat symbool voor de vroege vestiging van christenen in deze toen nog woeste streek. Op 1 september 1938 werd het wapen verleend aan de gemeente. In 1998 werd Zweeloo toegevoegd aan de gemeente Coevorden. Er werden geen elementen overgenomen uit het wapen van Zweeloo in het nieuwe wapen van Coevorden. De twee wildemannen in het Coevordense gemeentewapen zijn afkomstig van de wapens van Sleen en Oosterhesselen.